# Grocery Outlet
Grocery Outlet Holding Corp. (NASDAQ: GO

) er en amerikansk discountbutikskæde bestående af 457 supermarkeder i 50 delstater. De har hovedkvarter i Emeryville, Californien.
James Read etablerede virksomheden 11. juni 1946 i San Francisco.